# Brunon Kwiecień
Brunon Leszek Kwiecień, ps. Doktor (ur. 21 czerwca 1967 we Wrocławiu, zm. 6 sierpnia 2019 tamże) – polski inżynier chemik, doktor nauk chemicznych (od 2000), pracownik naukowy Uniwersytetu Rolniczego im. Hugona Kołłątaja w Krakowie, przestępca w 2015 skazany za próbę zorganizowania zamachu na polskie najwyższe władze państwowe w 2012; pierwsza osoba skazana w III Rzeczypospolitej za terroryzm.

## Życiorys

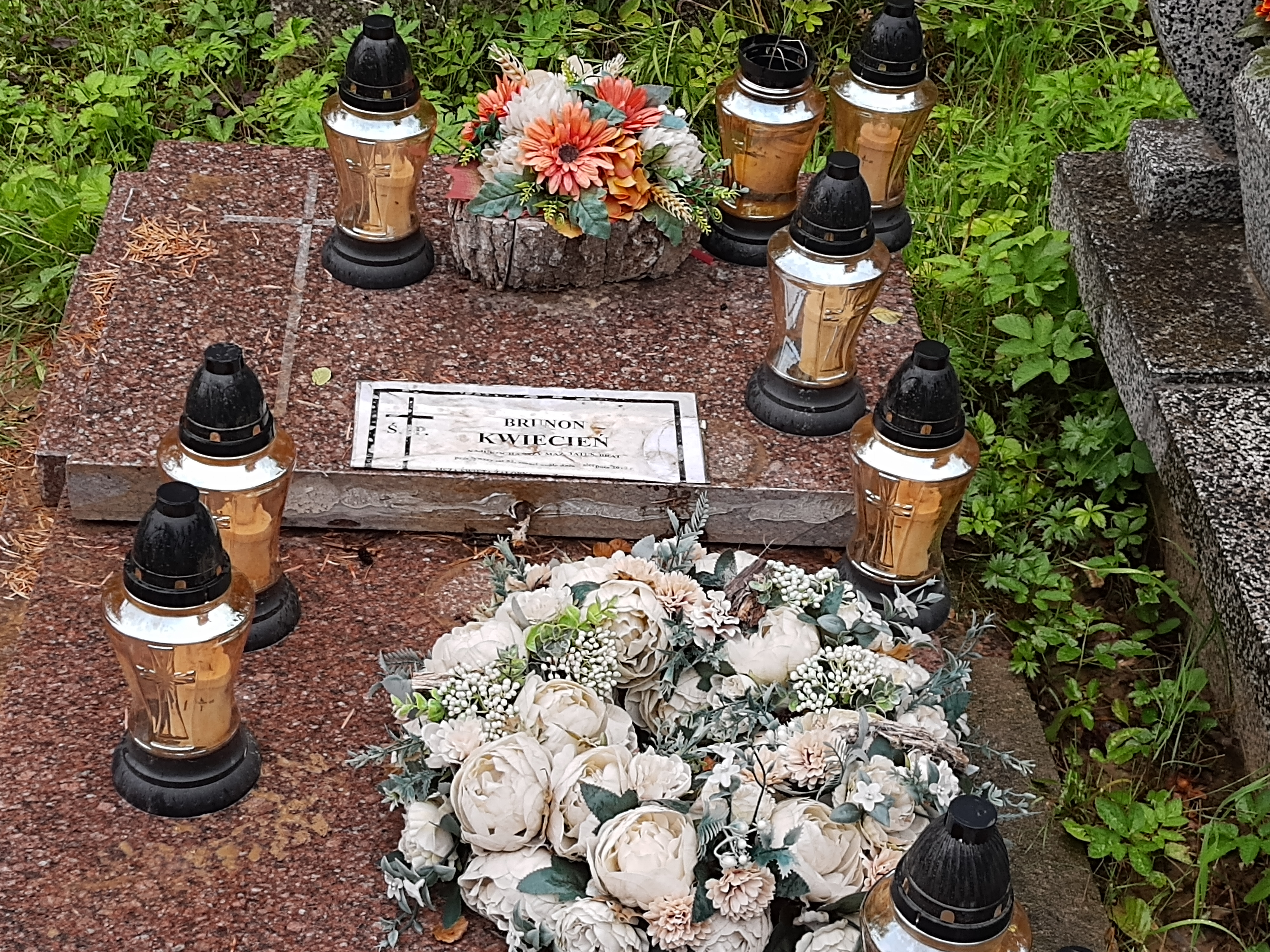
Grób Brunona Kwietnia na cmentarzu Batowickim

W 1982 w wieku 15 lat doprowadził do wybuchu amatorsko tworzonej mieszanki pirotechnicznej we własnym domu, która uszkodziła mu dłonie, pozbawiając je kilku palców oraz doprowadziła do uszkodzenia narządu wzroku (zaćma pourazowa).
Ukończył Technikum Chemiczne w Krakowie, a następnie technologię chemiczną na Politechnice Krakowskiej. 16 maja 1996 otworzył przewód doktorski, a 27 listopada 2000 doktoryzował się w Instytucie Chemii Organicznej Polskiej Akademii Nauk na podstawie pracy doktorskiej pt. Wybrane zagadnienia spektroskopii i zastosowania w syntezie β-sulfonyloenaminy. Promotorem pracy był prof. Lech Jan Kozerski. Uzyskał stopień doktora nauk chemicznych w zakresie chemii, specjalność: chemia organiczna. Od lat 2000. był adiunktem Uniwersytetu Rolniczego im. Hugona Kołłątaja w Krakowie w katedrze Chemii i Fizyki.
W listopadzie 2012 przystąpił do Narodowego Odrodzenia Polski.

### Oskarżenie i proces o przygotowywanie zamachu
Został oskarżony o przygotowywanie w okresie od lipca do listopada 2012 zamachu, który miał zostać dokonany podczas posiedzenia Sejmu Rzeczypospolitej Polskiej VII kadencji z udziałem prezydenta Rzeczypospolitej Polskiej oraz premiera RP, na którym miał zostać rozpatrzony projekt budżetu. Zamach miał zostać przeprowadzony przy użyciu zmodyfikowanego transportera opancerzonego typu SKOT (jego burty miały zostać specjalnie osłabione poprzez odpowiednie nacięcia, co spowodowałoby, że podczas wybuchu jego energia w większym stopniu rozeszłaby się po jego bokach, a nie ku górze), w którym miały zostać umieszczone 4 tony materiałów wybuchowych na bazie saletry.
W skład utworzonej w 2012 organizacji terrorystycznej wchodziło oprócz niego co najmniej trzech agentów Agencji Bezpieczeństwa Wewnętrznego oraz jeden tajny współpracownik służb. W toku śledztwa nie odnaleziono 35 sztuk broni, o której posiadanie był oskarżony, transportera opancerzonego oraz materiałów wybuchowych, które miały być użyte w zamachu. Znaleziono natomiast około pół kilograma materiałów wybuchowych, m.in. heksogenu. Według relacji Kwietnia został on przygotowany specjalnie na zamówienie agentów ABW w celu wysadzenia pomnika martyrologii żydowskiej w Białymstoku. Ponadto część świadków będących znajomymi Kwietnia mówiła o jego przekonaniu o zbliżającej się rewolucji w Polsce oraz że rząd należy obalić siłą.
Sam Kwiecień stanowczo zaprzeczał, aby podejmował jakiekolwiek czynności zmierzające do popełnienia tego rodzaju przestępstwa. Ponadto twierdził, że był do tego namawiany przez osoby trzecie, będące zakamuflowanymi agentami służb specjalnych, sam nie będąc ich inicjatorem. Po sugestiach z ich strony, dotyczących werbunku pozostałych członków organizacji terrorystycznej, miał zobowiązać się do zaproponowania dwóm najaktywniejszym studentom z jego wykładów z materiałów wybuchowych udziału w tym przedsięwzięciu, jednak stanowczo odmówili. Następnie mieli nawiązać z nim kontakt członkowie skrajnie prawicowej organizacji Krew i Honor, którzy mieli być zainteresowani organizacją zamachu. Rola Kwietnia miała ograniczać się do przeprowadzenia teoretycznych wykładów z materiałów wybuchowych. Jak sam podkreślał, nie zgodził się na wykłady praktyczne, gdyż nie posiadał zezwolenia ani koncesji na takie próby, lecz zgodził się na przygotowanie grupy do realizacji tego zamachu. Przygotowania miały dotyczyć zaznajomienia ich z posługiwaniem się materiami wybuchowymi, wytwarzaniem mieszanin wybuchowych, uzbrajaniem i odpalaniem ładunków. W pewnym okresie próbował się z tego wycofać, podejrzewając, że uczestniczy w grze operacyjnej.
W 2012 w lesie, około 30 km od miejsca zamieszkania, odnaleziono zwłoki jego zamordowanej teściowej. Jej krew odnaleziono m.in. w samochodzie należącym do Kwietnia oraz u niej w domu. Jak sam twierdził podczas śledztwa, był jedynie przesłuchiwany w charakterze świadka, a znaleziona krew była efektem częstych krwawień z nosa teściowej lub jej przypadkowym zranieniem podczas sprzątania jego samochodu. Został aresztowany 9 listopada 2012, natomiast proces sądowy rozpoczął się 28 stycznia 2014. 21 grudnia 2015 Sąd Okręgowy w Krakowie wydał wyrok skazujący Brunona Kwietnia na karę 13 lat pozbawienia wolności. Na początku kwietnia 2017 został przesłuchany w prokuraturze w charakterze świadka w sprawie morderstwa Katarzyny Zowady w 1998. Przesłuchanie dotyczyło jego znajomości z jednym z podejrzanych, pracownikiem naukowym Collegium Medicum Uniwersytetu Jagiellońskiego. W wyniku apelacji, sąd 19 kwietnia 2017 wydał wyrok, w którym zmniejszył karę bezwzględną pozbawienia wolności do 9 lat. 19 kwietnia 2018 Sąd Najwyższy oddalił kasację. Długi czas trwania procesu, podczas którego Brunon Kwiecień przebywał w areszcie śledczym, a także sposób prowadzenia śledztwa, były przedmiotem kontrowersji w mediach. Został osadzony w Zakładzie Karnym Wrocław nr 1, gdzie zmarł 6 sierpnia 2019 na skutek chorobowego wewnątrzczaszkowego krwotoku podpajęczynówkowego. Został pochowany na cmentarzu na Prądniku Czerwonym (kwatera A7-7-10).

## Życie prywatne
Był żonaty i miał dwóch synów.